# Ram Karmi
Ram Karmi (hebrejsky: רם כרמי, narozen 1931 – 11. dubna 2013) byl izraelský architekt, představitel brutalismu a majitel telavivské architektonické společnosti Ram Karmi Architects.

## Biografie

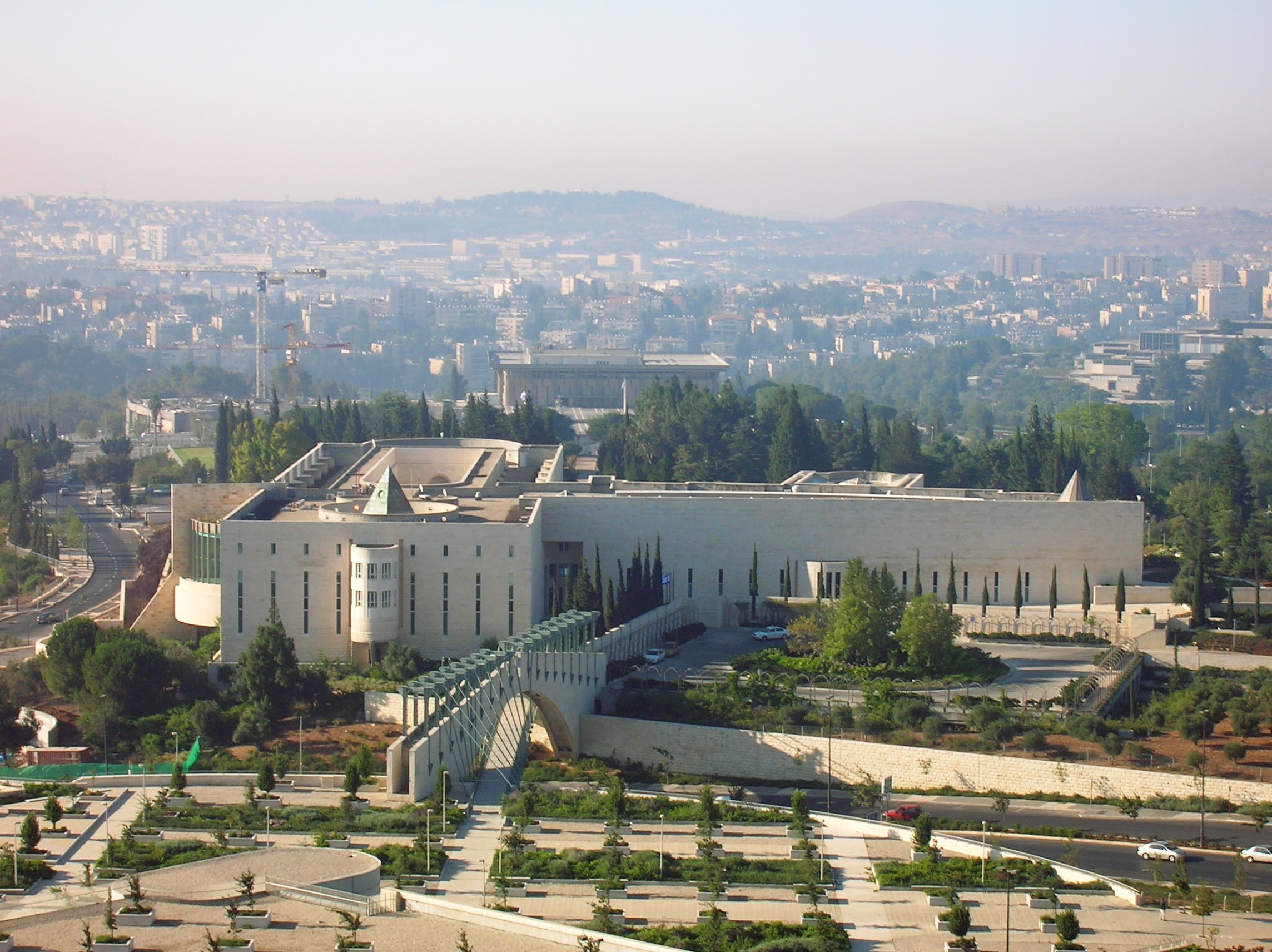
Budova izraelského Nejvyššího soudu

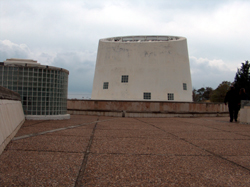
Dětský památník holocaustu Jad la-Jeled

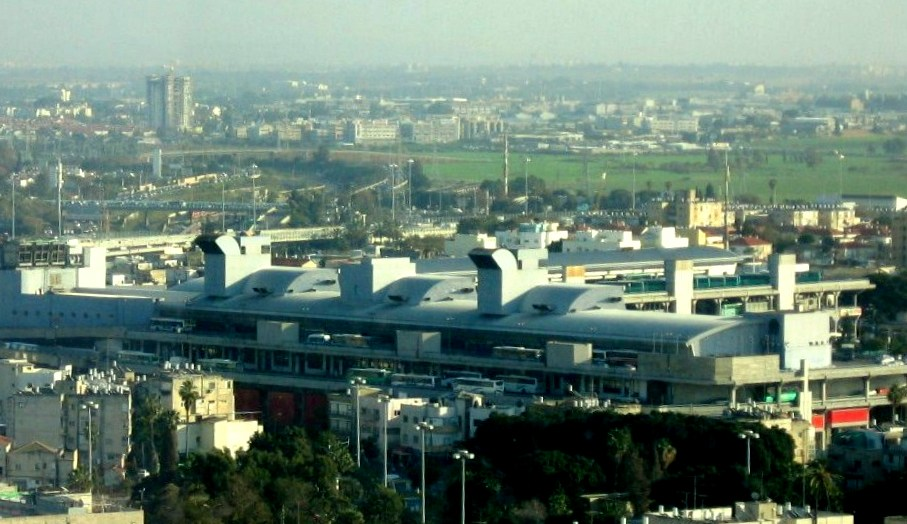
Telavivské centrální autobusové nádraží

Narodil se v Jeruzalémě a vyrůstal v Tel Avivu. V době izraelské války za nezávislost sloužil v Izraelských obranných silách a stal se jedním z prvních vojáků brigády Nachal. Poté studoval architekturu na Technionu v Haifě a na Architectural Association School of Architecture v Londýně (1951–1956). Sám pochází z rodiny architektů; jeho otec Dov Karmi získal roku 1957 Izraelskou cenu za architekturu a jeho sestra Ada Karmi-Melamede získala za architekturu stejnou cenu v roce 2007. Je ženatý a s manželkou Rivkou Karmi-Edry má syna a dvě dcery a kromě toho má dva syny a dceru z předchozího manželství.

### Kariéra architekta
Na počátku své kariéry byl zaměstnán v otcově architektonické kanceláři, kde pracoval na plánech návrhu nové budovy Knesetu, společně s tvůrcem vítězného návrhu Josefem Klarweinem. V roce 1960 navrhl Negevské centrum v Beerševě a v roce 1963 budovu letecké společnosti El Al v Tel Avivu. Architektuře se aktivně věnoval i v době, kdy přednášel na Technionu, a navrhl například budovu telavivské školy AMal či Telavivské centrální autobusové nádraží.
Šestidenní válka podle něj změnila atmosféru v izraelské společnosti, což jej přimělo zvážit jeho brutalistický styl. V roce 1974 se stal hlavním architektem na ministerstvu bydlení a výstavby a tuto funkci zastával až do roku 1979. Během svého působení v této funkci pracoval na nové podobě projektů bytové výstavby. V roce 1986 se zúčastnil mezinárodní architektonické soutěže na návrh budovy Nejvyššího soudu, kterou nakonec vyhrál společně se sestřinou architektonickou společností. Stavba pak byla dokončena roku 1992. Paul Goldberger, kritik architektury z deníku The New York Times napsal o Karmiho návrhu: „ostrost středomořské architektonické tradice a vážnosti zákona se zde snoubí s pozoruhodnou laskavostí.“ Byl rovněž architektem zodpovědným za renovaci izraelského národního divadla ha-Bima.

### Akademická kariéra
V letech 1964 až 1994 přednášel na haifské univerzitě Technion. Mimo to též přednášel na Massachusettském technologickém institutu (MIT), Columbia University a University of Houston. V současnosti je profesorem na Arielské univerzitě.

## Kritika
Telavivské centrální autobusové nádraží, které Karmi navrhl společně s Cvi Kometem a Ja'elem Rothschildem je řadu let kritizováno pro svoji složitost, která ztěžuje orientaci a monumentální strukturu, která údajně zničila čtvrť, ve které bylo nádraží postaveno. Ředitel nádraží, Chajim Avigal, v rozhovoru z roku 2005 připomínky ke složité orientaci bagatelizoval, avšak zároveň prohlásil: „kdybych dostal pod ruku architekta, který navrhl tuto budovu, tak si ho podám.“ V roce 2010 byla ostře kritizována jeho renovace divadla ha-Bima, která toho času probíhala již třetím rokem.

## Ocenění
Ram Karmi získal během své kariéry architekta následující ceny:
- Izraelská cena, 2002 - za architekturu[10][11]
- Rechterova cena:
  - 1967 – za Negevské centrum v Beerševě
  - 1999 – za Dětský památník (Jad la-Jeled) v Ghetto Fighters' House
- Reinholdsova cena, 1969 – za rezidenční a komerční projekty v Beerševě
- Rokachova cena:
  - 1965 – za budovu El Alu v Tel Avivu
  - 1970 – za rezidenční budovy v telavivské ulici Be'eri

V roce 2005 byl v internetové soutěži 200 největších Izraelců zvolen 192. největším Izraelcem všech dob.